# 마야 (2014년 영화)
《마야》(영어: Maya the Bee)는 2014년 공개된 독일의 애니메이션 영화이다.

## 기타
- 미술: 랄프 니마이어
- 시각효과: 커티스 에드워드
- 애니메이션감독: 사이먼 픽카드
- 배역: 커스티 맥그리거